# Alessandra Tesi
Pour les articles homonymes, voir Tesi.
Alessandra Tesi, née en 1969 à Bologne, est une photographe italienne.

## Biographie
Alessandra Tesi naît en 1969 à Bologne,,.
En 1994 elle est diplômée des Beaux-Arts de Bologne puis en 1995, des Arts plastiques de Paris.
Elle commence en tant que photographe puis, elle a ensuite créé des installations basées sur les images photographiques et par l'utilisation de la lumière et des projections, reposant souvent sur des supports en verre.

## Expositions

### Collectives
- 1995 : Galerie d'art moderne, Bologne[1]
- 1995 : Centre Eleftherias, Athènes[1]
- 1999 : La Ferme du Buisson, Noisiel[1]

### Personnelles
- 1996, Paolo Vitolo, Milan[1]